# Schloss Vixouze

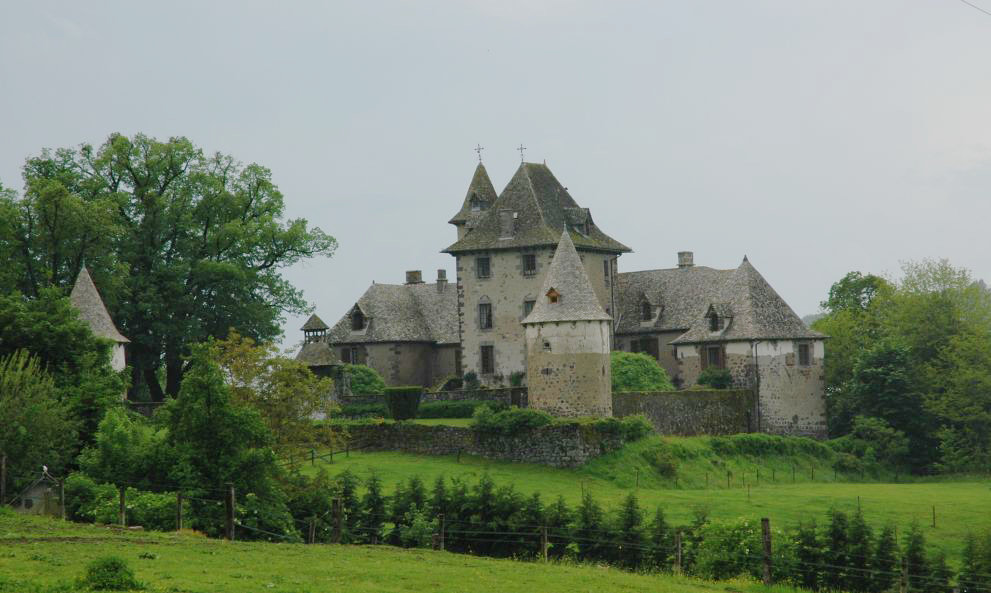
Schloss Vixouze

Das Schloss Vixouze (französisch Château de Vixouze) ist eine mittelalterliche Burganlage in der französischen Gemeinde Polminhac im Département Cantal der Region Auvergne-Rhône-Alpes.
Das gesamte Schloss, einschließlich der Küche, Esszimmer, dem Saal im ersten Stock des Dungeons, dem Saal im zweiten Stock mit einem monumentalen Kamin, das Zimmer mit Pilastern, das Zimmer im nördlichen Raum, die Kapelle und die Bäckerei, wurden am 7. November 2000 als Monument historique klassifiziert und damit unter Denkmalschutz gestellt.

## Beschreibung
Der zentrale quadratische Verteidigungsturm stammt aus dem 13. Jahrhundert. Im 15. Jahrhundert wurde dieser Turm umgebaut, die Treppen stammen aus dieser Zeit. Der Turm hat im Erdgeschoss und in der ersten Etage quadratische Räume und ein Dachgeschoss. Eine Scheune wird auf das Jahr 1613 datiert. Zwei Flügel und die Umgrenzungsmauer datieren aus dem Jahr 1719. Die Kapelle und der Backraum stammt aus dem 17. Jahrhundert. Der Brunnen am Eingang des Schlosses ist nach 1811 entstanden.

## Geschichte
Vixoue wird zum ersten Mal im Jahr 930 in einer Schenkung von Bernard de Carlat Vicomte von Carlat an den Abt von Conques als Villa beschrieben – villa mea que vocatur Vidditiosa erwähnt.
Im Hundertjährigen Krieg wird Vixouze schwer beschädigt und im 15. Jahrhundert wieder aufgebaut.

### Familie Vixouze
- Guillelmi und Henrici de Vicsozas die beiden Brüder trugen 1267 den Turm und das Schloss dem Vicomte von Carlat als Lehen auf[4]
- Peyre de Vixouze, herrschte über Vixouze
- Seine Tochter vermählte sich um das Jahr 1380 mit Aldebert oder Audebert Brunenc und brachte ihr Lehen Vixouze in die Familie des als Troubadour bekannten Hugues Brunnenc (Lied über Galiane d’Aurillac) ein.

### Familie Brunnenc
- Ramon Brunnenc oder im Französischen Raymond Brunet, Herr über Vixouze, reichte den Besitz weiter an:

- Guiral Brunenc de Vixouze, Herr von Vixouse, kaufte das Schloss Comblat. Er war Befehlshaber der Burg Turland im Jahr 1470. Ihm folgte sein Sohn:
- Jacques Brunenc de Vixouze, Herr über Vixouze und Comblat. Er war Lehnsmann von Jacques d’Armagnac, Vicomte de Carlat.

### Familie Pagès de Vixouze
- Louise de Comblat, heiratete Blaise Pagès aus Rigal, Herr über Espeils, und brachte Vixouze als Mitgift ein. Aus dieser Ehe stammten:
- Françoise Pagès, wurde am 16. Juli 1636 mit Paul Lacarrière (* 1604), seit dem 22. Juli 1599 stellvertretenden Vogt von Carladès, vermählt.
- Blaise Pagès, Herr über Vixouze und Les Huttes. Dessen Nachkomme:
- Antoine Pagès de Vixouze erster Konsul von Aurillac, vermählte sich am 25. April 1736 in Aurillac mit Madeleine Boudet, Tochter von Guillaume, Herr über Senilhe, und von Marguerite Cambefort de Mazic. Sie bekamen sieben Kinder darunter:
- François-Xavier Pagès de Vixouze, (1745–1802), französischer Journalist und Jakobiner, der die Zeitung Cantalist gründete, um für die Ideale der Französischen Revolution einzutreten. Von ihm sind mehrere Werke über diese Zeit erhalten. 1767 ehelichte er in Italien Catherine Justine Breu, die Ehe wurde 1793 in Aurillac geschieden. Er heiratete in zweiter Ehe Lacarrière de La Tour. Aus seiner Ehe mit Justine Breu stammte seine Tochter und Erbin:
- Catherine-Rose-Euphrosine Pagès de Vixouze, vermählte sich am 24. April 1787 in Aurillac mit dem königlichen Advokaten Jean-François Malroux-Désaurières. Sie hatte zwei Töchter:
  - Eugène Malroux-Désaurières
  - Amélie Malroux-Désaurières.

### Familie Dessauret d’Auliac
- Amélie-Anne-Catherine Malroux-Desaurières, Erbin von Vixouze, vermählte sich mit Pierre Dessauret d’Auliac (1787–1868), Bürgermeister von Saint-Flour. Sie hatten einen Erben:
- Pierre-Charles Dessauret d’Auliac, starb auf Schloss Vixouze im Jahr 1882.

Das Schloss von Vixouze wurde 1913 von den Erben verkauft. 1990 und 2013 wechselte es erneut die Besitzer.